# Giuseppe Gianni
Giuseppe Gianni detto Pippo (Solarino, 29 marzo 1947) è un politico italiano, sindaco di Priolo Gargallo.

## Biografia
Laureato in medicina e chirurgia; inizia la sua carriera politica negli anni ottanta con la Democrazia Cristiana, divenendo consigliere comunale presso il comune di Priolo Gargallo e assumendo la carica di assessore ai Lavori Pubblici. Nel 1984 è eletto sindaco, carica che ricoprirà ininterrottamente fino al 1991. Nel frattempo (dal 1989 fino al 1991) è componente del consiglio di amministrazione di Tirrenia.
Dal 1991 viene eletto deputato all'Assemblea Regionale Siciliana, ricoprendo la carica di vice presidente della commissione permanente per i servizi sociali e sanitari della Regione Siciliana e poi presidente della stessa nel 1993. Dopo lo scioglimento della DC aderisce ai Cristiani Democratici Uniti, in seno a tale partito diviene vicepresidente del gruppo parlamentare all'ARS e successivamente presidente dello stesso. Nel Consiglio Nazionale del partito viene nominato "responsabile nazionale del dipartimento per il Mezzogiorno" e segretario provinciale del CDU di Siracusa.
Nel 1999 viene eletto consigliere comunale di Priolo; alla nascita dell'UDC nel 2002 ne viene nominato segretario provinciale a Siracusa.
Il 13 maggio 2001 viene eletto deputato nazionale assumendo vari incarichi istituzionali. Terminato il mandato Nazionale il 28 maggio 2006 viene eletto deputato della Regione Siciliana nella lista Unione dei Democratici Cristiani nel collegio di Siracusa ed è nominato presidente della quinta commissione all'Ars, Cultura, Formazione e Lavoro.
Nel 2008 dopo essere rieletto deputato regionale nelle file dell'UDC ricopre per un anno il ruolo di assessore regionale all'Industria per la Sicilia, in quel frangente propone la cosiddetta "legge Gianni" la n. 23 del 16 dicembre 2008 per il rilancio dell'imprenditoria, con particolare attenzione a quella femminile e giovanile.
Nel 2010 abbandona l'UdC per entrare a far parte del movimento dei Popolari per l'Italia di Domani (PID) fondato da Calogero Mannino e nelle file di questo partito, il 17 novembre dello stesso anno, subentra alla Camera dei deputati al posto del dimissionario Giuseppe Drago. Alle elezioni regionali siciliane dell'ottobre 2012 si candida e viene eletto per Cantiere Popolare, la lista promossa dai PID a sostegno di Nello Musumeci. Il 19 novembre 2012 lascia però i PID per passare al Popolo della Libertà.
Il 22 gennaio 2013, optando per il seggio da deputato regionale e dimettendosi quindi da parlamentare, annuncia la sua adesione al Centro Democratico, il partito fondato da Bruno Tabacci, e quindi il suo passaggio in maggioranza all'ARS, al sostegno di Rosario Crocetta. Al suo posto subentra alla Camera Domenico Sudano.
Cessa dalle funzioni di deputato regionale il 14 dicembre 2014, per effetto della ripetizione parziale delle elezioni in alcune sezioni dei comuni di Rosolini e Pachino, nel collegio circoscrizionale di Siracusa.
Nel giugno 2018 diventa sindaco del Comune di Priolo Gargallo, dal quale si dimette nel gennaio 2023 dopo la sospensione per l'accusa di tentata concussione che lo aveva portato agli arresti domiciliari. Dopo le elezioni tenutesi a maggio dello stesso anno, gli viene riconfermata la carica di primo cittadino.

## Procedimenti giudiziari
- Nel 1980 è stato arrestato per spaccio di droga,[4] vicenda da cui poi risultò totalmente estraneo.[5]
- Nel 1994 viene arrestato per il reato di concussione, con l'accusa di avere chiesto e ricevuto una tangente di 25 milioni di lire per l'appalto di lavori nella pineta di Priolo. Nel 1998 al primo grado di giudizio viene condannato a tre anni di reclusione[6] con l'interdizione dai pubblici uffici, l'anno successivo viene assolto in secondo grado[7], nel 2000 viene definitivamente assolto in Cassazione.[8]
- Nel 1999 il pentito di mafia Francesco Marino Mannoia lo aveva accusato d'aver aiutato alcuni affiliati a Cosa nostra[9] detenuti in carcere prescrivendo falsi certificati medici: «Ci insegnava a simulare false malattie per ottenere ricoveri d'urgenza. Per esempio mangiando banane e pillole di ferro si provocano effetti simili all'ulcera perforata mentre un'iniezione di camomilla provoca febbre e convulsioni». Gianni successivamente querelerà Mannoia per queste dichiarazioni.[4][10] Accusato di essere legato al capomafia di Lentini Nello Nardo è stato poi sfiorato da varie altre indagini su mafia e politica, con riguardo all'omicidio di un imprenditore nel siracusano.[11]
- Nel 2003 risultò indagato per voto di scambio.[12]

- Nel 2022 è stato arrestato su ordine della Procura di Siracusa con l'accusa di concussione e istigazione alla corruzione.[13]

Bisogna sottolineare che tutte le vicende giudiziarie (esclusi i fatti del 2022) non hanno avuto alcun seguito, in quanto Giuseppe Gianni è risultato sempre totalmente estraneo ai fatti contestati.

## Controversie
Nel 2005 durante la seduta parlamentare sulle quote rosa in parlamento promossa da Stefania Prestigiacomo, il deputato Giuseppe Gianni pronunciò la frase: «Le donne non ci devono scassare la minchia».